# Maurice Chabas
Maurice Chabas (Nantes, 21 settembre 1862 – Versailles, 11 dicembre 1947) è stato un pittore simbolista francese.

## Biografia
Chabas nacque in una famiglia di buon livello culturale. I suoi genitori erano commercianti e suo padre un pittore dilettante. Pertanto, lasciando le incombenze della ditta di famiglia al primogenito, il padre sostenne la vocazione artistica degli altri due figli: Maurice e Paul. Essi furono quindi iscritti all'Académie Julian di Parigi, dove seguirono gli insegnamenti di Tony Robert-Fleury (1837-1911), William Bouguereau (1825-1905), Gustave Boulanger (1824-1888), Jules Lefebvre (1836-1911) e, fra gli altri, Jules Adler (1865-1938) come condiscepolo.

Pittore da studio e d'arte monumentale, Maurice Chabas fu un artista assai fecondo. Debuttò al Salon des artistes français nel 1885, dove presentò le sue opere sino al 1913. Al Salon conobbe Pierre Puvis de Chavannes, personalità artistica di cui subì il fascino e che influenzò sia la scelta dei suoi soggetti che dello stesso suo stile. Espose altresì al "Salon des Amis des beaux-arts" di Nantes dal 1890 al 1907, e in diversi Salon d'ispirazione cristiana.
Artista sensibile, attratto dal misticismo, Chabas fu conquistato dalle teorie di Joséphin Péladan e partecipò a tutti i Salons dei Rosacroce dal 1892 al 1897. Nel 1894 vi incontrò Alphonse Osbert, che faceva parte del gruppo degli "Inquieti", e che esponeva anche lui con i Rosacroce. Si può notare come certe opere dei due pittori sono assai simili per l'ispirazione e per la tecnica. Le opere simboliste di Chabas si completano e si adornano con titoli che evocano l'ideale mistico che Chabas ritiene necessario alla vita degli esseri umani, come nelle celebri opere "Celsa (Phase extatique)" e "Mélété (Mélodie du soir-sensation de calme et de recueillement)".

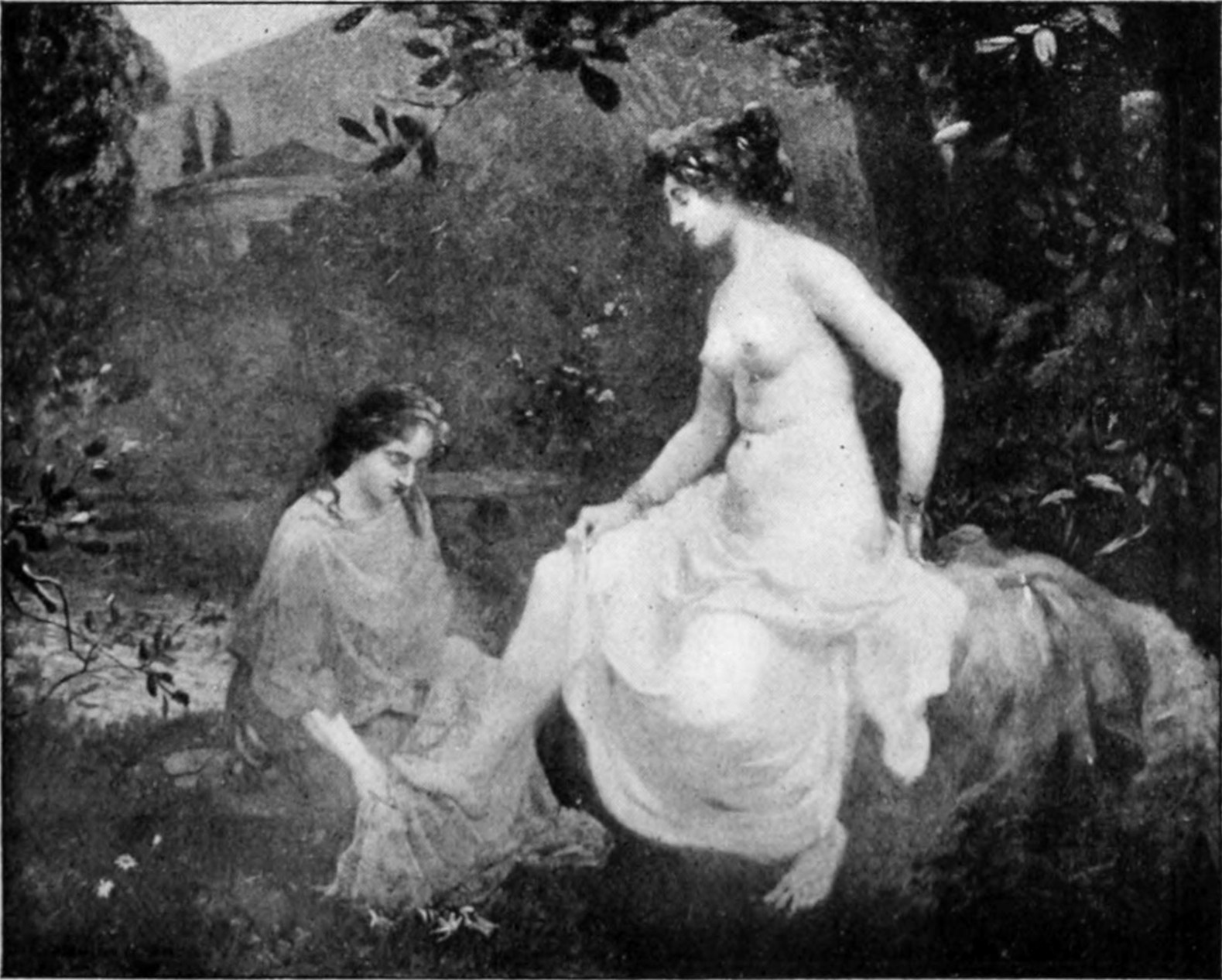
La casta Susanna

La sua fama si diffuse e dal 1895 le sue opere vennero esposte in una mostra personale presso la galleria delle "Arts réunis", in Avenue de l'Opéra a Parigi. Chabas venne a contatto anche con la corrente divisionista, che ne influenzò parzialmente la tecnica pittorica. Adottò, infatti, una maniera assai meno classica per rappresentare i suoi paesaggi sognanti e i suoi eterei cieli. Contemporaneamente realizzò numerose decorazioni per edifici pubblici, quali i palazzi municipali di Montrouge nel 1884 e del 14° "arrondissement" di Parigi nel 1889.
Nel 1895 gli fu commissionata la decorazione del buffet della stazione di Lyon-Perrache, comprendente quattro grandi tele allegoriche sulla "Gloria delle seterie lionesi". Nel 1898 vinse il concorso per la decorazione della sala dei matrimoni nel Municipio di Vincennes: Chabas per quell'occasione, concepì sette tele, che furono installate nel 1902.. In quel periodo Chabas viveva a Parigi, al n.3 di rue Joseph Bara.
Con l'arrivo del 1900, Chabas si trasferì da Parigi a Neuilly-sur-Seine, al n.3 di Villa Sainte-Foy, dove il suo atelier si trasformò in un salotto culturale nel quale si ritrovavano diversi intellettuali. Fra di essi lo scrittore Léon Bloy, Lucien Lévy-Bruhl, il Padre Antonin Sertillanges (1863-1948), segretario della Revue biblique, l'astronomo Camille Flammarion, appassionato di spiritismo, il letterato Maurice Maeterlinck, il professore di medicina Charles Richet, Joséphin Péladan, fondatore del Salon della Rose-Croix, René Guénon, Édouard Schuré e molti altri.

Nello stesso anno Chabas realizzò la tela "Marseille" per la grande sala del ristorante Le Train Bleu della Gare de Lyon di Parigi.
Quindici anni più tardi, all'età di 53 anni, egli conobbe in Belgio Gabrielle Storms-Castelot, nata ad Anversa nel 1888, che aveva già due figli.. Da questa convivenza nascerà più tardi una bambina, Germaine Chanteaud-Chabas, che maturerà una grande passione per l'astronomia. In questo periodo Chabas visse in Belgio.
1914. Iniziò la prima guerra mondiale, che impose a Chabas e famiglia di lasciare il Belgio per rifugiarsi in Inghilterra. Ma negli ultimi mesi dell'anno essi tornarono in Francia ed abitarono a Parigi al n.42 di rue de Lubeck. L'arte di Maurice Chabas cambiò parzialmente orientamento, portandosi verso una decisa semplificazione stilistica che ben esprimeva l'atteggiamento spirituale e cosmico dell'artista, il quale, verso il 1920, giunse persino all'astrazione totale. Di questa tendenza Chabas presenterà dei lavori a Nantes nel 1925, e alla galleria Devambez nel 1913. Quest'ultima pubblicò una raccolta di litografie di Chabas, accompagnate da un testo dell'autore, intitolato "Vers l’Amour suprême", destinato all'elevazione delle anime, attirandole verso stadi superiori della « vita universale ».
Chabas partecipò ai Salon e alle Expo di Parigi nel 1900 e di Bruxelles nel 1910. Nel marzo del 1914, a Neuilly-sur-Seine, egli ricevette nel suo atelier Judith Gautier l'unica pittrice che aveva ottenuto un permesso particolare per poter esporre al Salon dei Rosacroce. Il loro rapporto fu esclusivamente di ordine spirituale.
Chabas fu, nel 1923, uno dei fondatori del "Salon des Tuileries", assieme a Bessie Ellen Davidson e Charles Dufresne. Inoltre, con Ambroise Vollard fu tra coloro che ripristinarono il primo e unico premio letterario riservato ai pittori, vinto da Paul Valéry. Divenne poi membro del "Salon d'automne", della "Société idéaliste", nonché della "Société moderne", ed espose al "Carnegie Institute of Pittsburgh".

Chabas restò per tutta la vita un acceso spiritualista, e difese sempre le sue convinzioni. Ancora nel 1935, in una lettera al Direttore delle Belle arti, così si esprimeva:
Nel 1935 Alphonse de Chateaubriant, suo amico, scrisse la prefazione al testo "Sur les Routes du Lot", che Chabas aveva redatto nello stesso anno su richiesta di un altro amico, lo scrittore Anatole de Monzie (1876-1947), senatore e deputato del Lot, ed ex ministro.
Nel 1937 morì suo fratello Paul. Nonostante vivesse piuttosto modestamente, Chabas esitò molto a disfarsi delle sue tele. Nei suoi ultimi anni dipinse soltanto soggetti religiosi, immersi in una luminosità indefinita che tendeva all'astrazione. Chabas, a mano a mano che gli anni passavano, non vide più nessuno e visse ripiegato in sé stesso, lontano dai suoi. Spirò nel dicembre del 1947 nella sua abitazione in rue de la Paroisse a Versailles.
Lo scultore Jacques Louis Robert Villeneuve ha modellato il suo busto in bronzo. Myriam Reiss de Palma ha realizzato il catalogo ragionato dei suoi lavori, nel quale ella recensisce 903 opere, di cui 873 sono illustrate nel catalogo stesso.

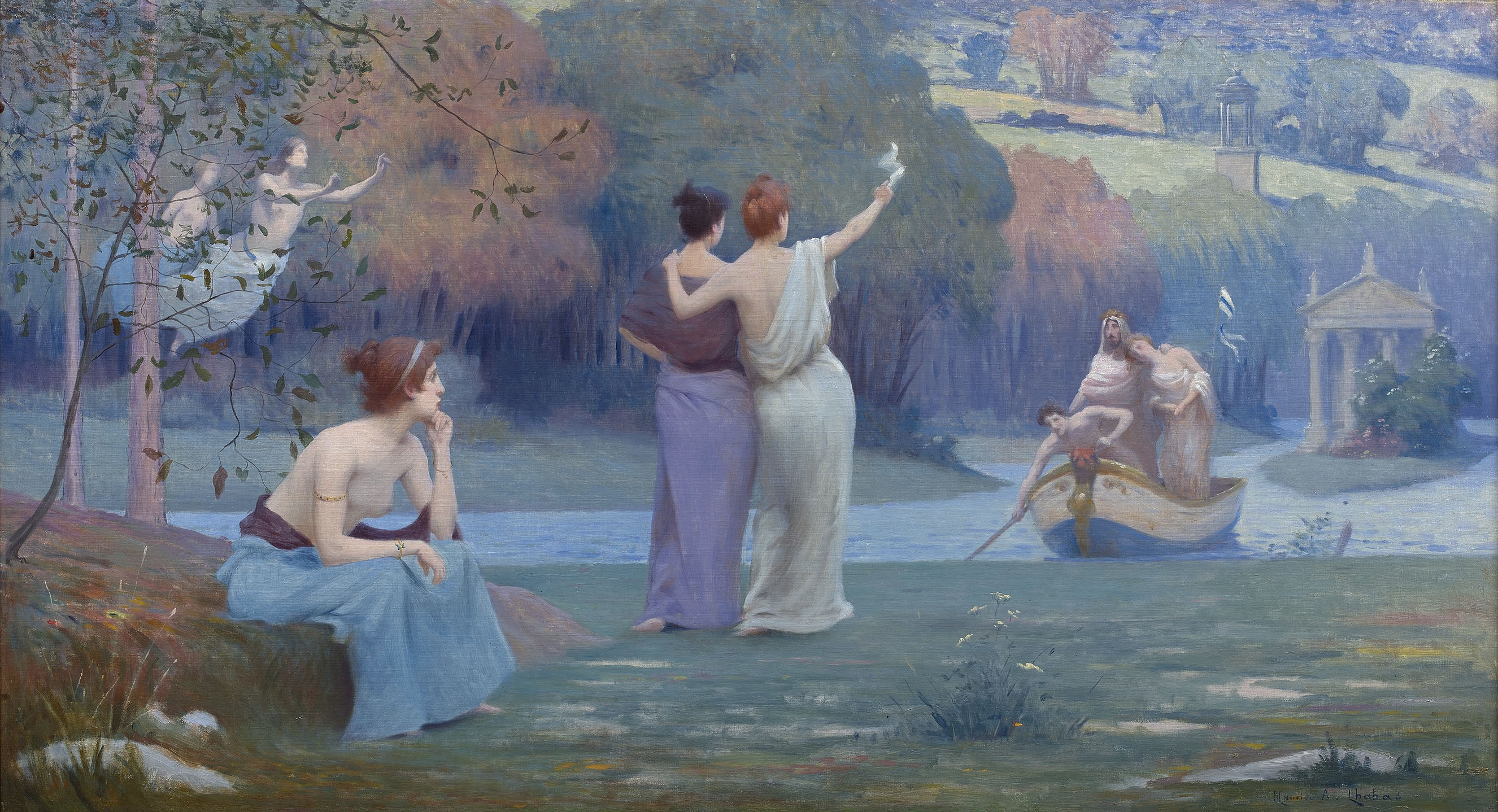
Ritorno a Citera

## Opere
Elenchi non completi

### Opere nelle collezioni pubbliche
Negli Stati Uniti
- Detroit, "Detroit Institute of Arts".

In Finlandia
- Helsinki, Museo Ateneum

In Francia

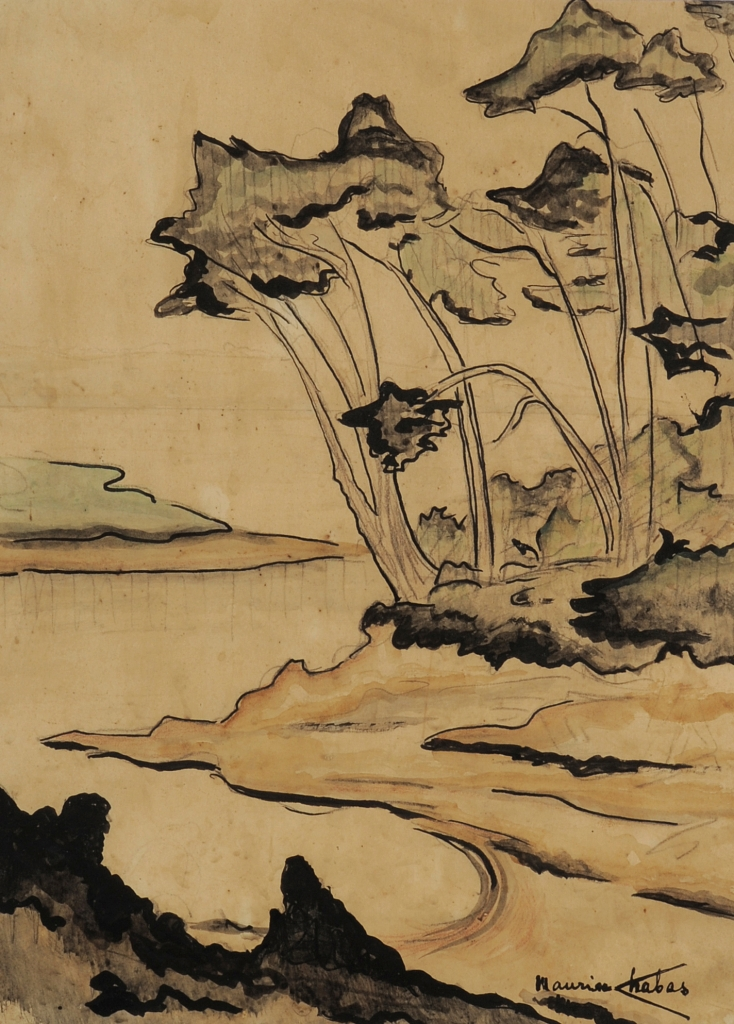
Pini a Kerdruc

- Chambourcy, Municipio: Paysage, olio su tela.
- Laval, Museo del Vieux-Château:
  - Femme et enfant, disegno alla mina di piombo e gesso bianco su carta.
  - Idéal pays, paysage imaginaire, 1896, olio su tela.
- Lione, Stazione di Lyon-Perrache: Allégories à la soierie Lyonnaise, c.1895, quattro oli su tela (perduti).
- Montrouge, municipio: oli su tela, 1884.
- Nantes, Museo di belle arti:
  - Paysage, inchiostro di China.
  - Étude de salon, disegni, serie di 18 studi.
  - Portrait d'Ernest Pironneau, olio su tela.
- Neuilly-sur-Seine, Municipio: La Navigation, 1908, olio su tela.
- Parigi: 
  - Gare de Lyon, Le Train Bleu: Marseille, 1900, olio su tela.
  - Petit Palais : Contemplation, olio su tela.
- Quimper, Museo di belle arti: Rêverie, olio su tela.
- Vincennes, Municipio, insieme di opere classificate "Monumento storico", 1902:
  - Passerelle entre les Iles du Lac Daumesnil, 1902, olio su tela,
  - Enfants et leurs mères devant la mairie de Vincennes, 1902, olio su tela,
  - Distribution du repas aux soldats dans le bois de Vincennes, 1902, olio su tela,
  - Promeneuse au bord du lac Daumesnil, 1902, olio su tela,
  - Au Bord du lac Daumesnil, 1902, olio su tela,
  - Le Château de Vincennes, la Tour du Village, 1902, olio su tela,
  - La Marne aux environs de Vincennes, 1902, olio su tela,
  - Jeux d'enfants devant le Donjon de Vincennes, 1902, olio su tela,
  - Barques et canards au bord du lac Daumesnil, 1902, olio su tela,
  - La Pyramide dans le bois de Vincennes, 1902, olio su tela,
  - Temple de l'Amour sur les rives du lac Daumesnil, 1902, olio su tela,
  - Rives du lac Daumesnil, 1902, olio su tela.

### Illustrazioni
- Vers l'amour suprême, raccolta di litografie, Ediz. de La galerie Devambez, 1913.
- Psaumes d'amour spirituel, prefazione di Camille Flammarion, Ediz.. de "La Revue contemporaine", 1920.
- Gabrielle Castelot, Flamme divine, prefazione di Édouard Schuré, illustrazioni di Maurice Chabas, 1922.
- Les Trois activités humaines. Esprit scientifique et sentiment religieux. Occultisme et mysticisme. Leurs rapports avec les états sociaux et l'évolution humaine, con sei disegni a penna di Maurice Chabas, 1928.
- Roger Toziny, Montmartre et sa commune libre, fotografie di Maurice Chabas, Ediz. La Vache enragée, 1934.
- Sur les routes du Lot, Parigi, Ediz. Gigord, 1936; riedito nel 2005.
- Pinson-Buzon, La Joie intérieure, prefazione di Jean Albert-Sorel, illustrazioni di Maurice Chabas, 1946.

### Stampe
- Les Amis des Artistes, 1916, manifesto, Devambez, Parigi.
- Exposition d'art décoratif en faveur de l'aiguille française et du soldat dans la tranchée, 1917, realizzato a favore di un'opera di carità. Biblioteca universitaria di Montréal, Canada.

## Salon

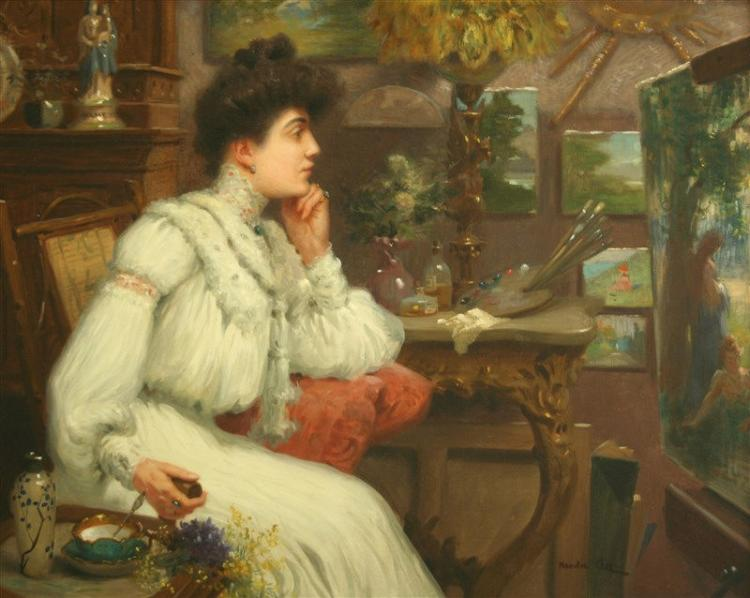
Donna elegante nell'atelier

- "Salon des artistes français" dal 1885 al 1913:
  - 1908, L'Automne,  L'Été.
- "Salon d'Automne".
- "Salon des Tuileries".
- "Salon des Amis des beaux-arts de Nantes", dal 1890 al 1907.
- Salon della "Société nationale des beaux-arts" dal 1891:
  - 1920: Venez les bénis de mon père.
- "Salon de la Rose-Croix", dal 1892 al 1898.
- "Salon pour l'Art à Bruxelles" nel 1892.
- "Salon d'Art Idéaliste", nel 1896.

## Mostre
- 1892 : galleria Durand-Ruel, in gruppo con altri 69 pittori.
- 1895 : galleria delle "Arts Réunis", avenue de l'Opéra, Parigi.
- 1900 : Expo di Parigi.
- 1910 : Expo di Bruxelles.
- 1913 : galleria Devambez.
- 1925 : mostra a Nantes (meditazioni spirituali e cosmiche).
- 1928 : galleria degli "Artistes français", "Chaussée d'Ixelles à Bruxelles".
- 1929 : galleria Brachot, Belgio.
- 1929 : mostra a Liegi.
- 1951 : retrospettiva alla galleria "Ex-Libris" di Bruxelles.
- 1952 : galleria Bernheim-Jeune, retrospettiva dal 26 aprile al 15 maggio.
- 1982 : Museo di belle arti di Nantes, mostra collettiva, Les peintres de la génération d'Aristide Briand dans les collections du musée de Nantes.
- 1999 : Les peintres de l'âme, le symbolisme idéaliste en France, Museo d'Ixelles, Museum van Elsene, Bruxelles.
- 2002 : Palazzo Grassi a Venezia, mostra collettiva, From Puvis de Chavannes to Matisse and Picasso.
- 2003 : Museo di Montparnasse, Paris-Marseille de la Cannebière à Montparnasse, mostra collettiva.
- 2004 : Castello Borély, Marsiglia, Paris-Marseille de la Cannebière à Montparnasse, mostra collettiva.
- 2006 : Museo di belle arti di Brest, Les peintres de rêve en Bretagne.
- 2009 : mostra a Pont-Aven, dal 24 gennaio al 1º febbraio.
- 2009 : galleria Freimeaux Vincennes.
- 2009 : galleria Fleury, Parigi, (Rêverie).

## Galleria d'immagini

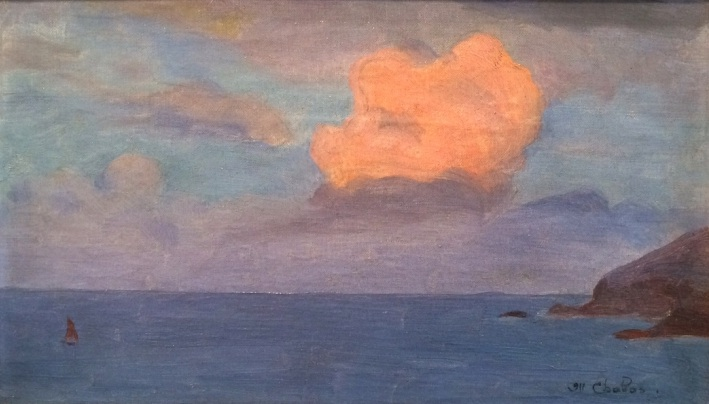
La nuvola rosa
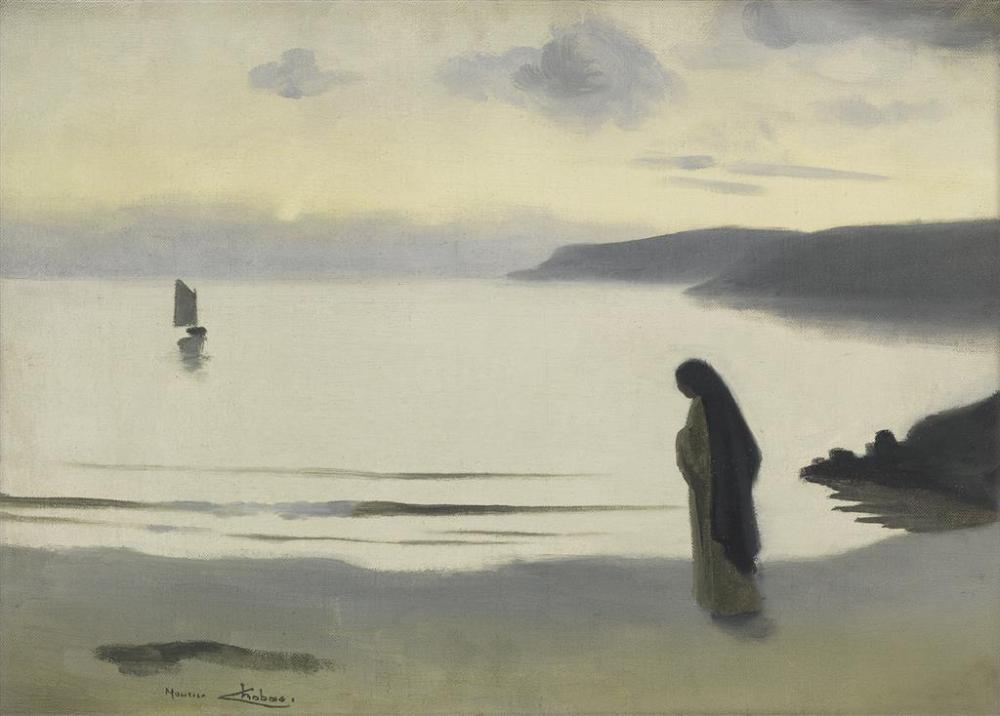
Sognando sul bordo del lago
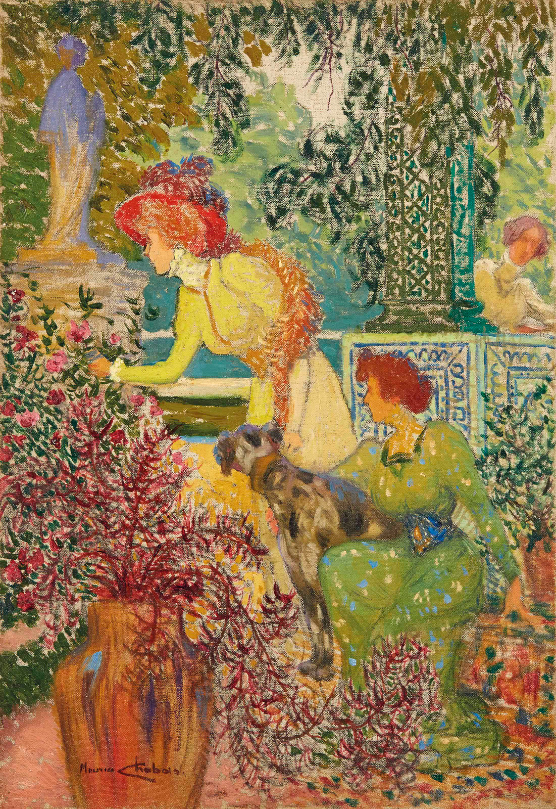
Donne eleganti in un giardino
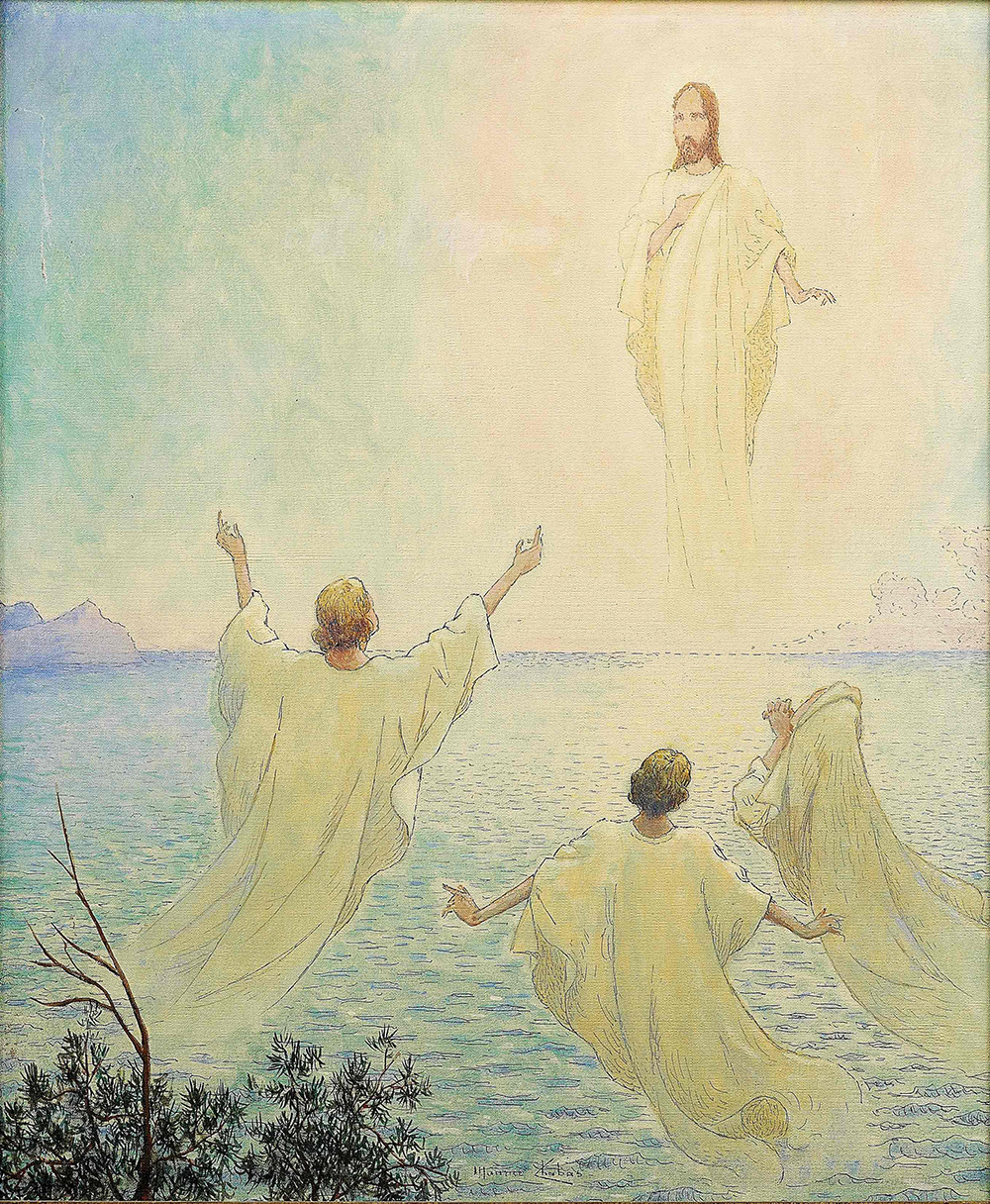
L'apparizione
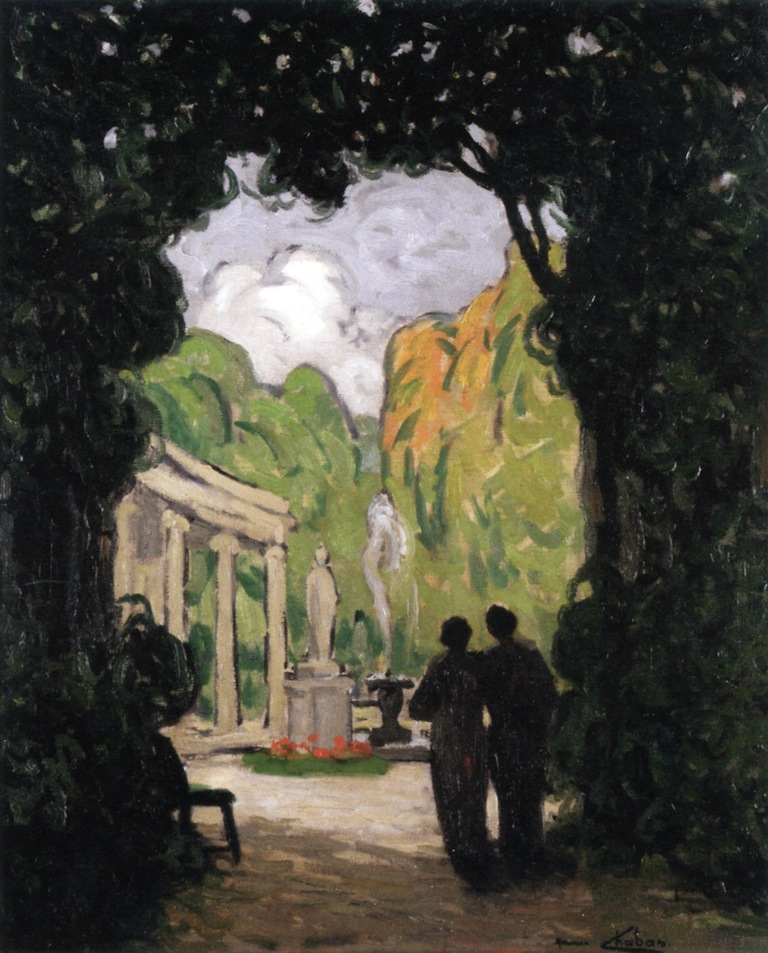
Due donne nel parco

## Premi e onorificenze
- Expo di Parigi del 1900: medaglia di terza classe, medaglia di seconda classe e medaglia di bronzo.
- Expo di Bruxelles del 1910: una medaglia.
- Membro onorario del "Salon d'automne".
- Direttore, fondatore e membro del comitato del "Salon des Tuileries".
- Membro della "Société idéaliste".
- Membro della "Société moderne".